# Husum Amt
Husum Amt var et amt i Hertugdømmet Slesvig (Sønderjylland) før 1864.

## Grænser
Husum Amt grænsede mod nord til Landskabet Bredsted og Ugle Herred, mod øst til Gottorp Amt og Landskabet Stabelholm, mod syd til Svavsted Amt og Landskabet Ejdersted, mod vest til Vesterhavet.

## Landskab
Landskabet bestod af gest- og marskland.
Gesten bestod af til dels frugtbart land, nogle skove men tillige hede og moser.
Marsklandet blev anset for frugtbart.

## Administrativ inddeling
Husum Amt bestod af to herreder og to små fogderier 
- Husum Nørre Herred eller Hatsted Herred (Norderharde eller Hattstedter Harde)
- Husum Sønder Herred eller Mildsted Herred (Süderharde eller Mildstedter Harde) med Svavsted og Rødemis Fogderi  (Vogtei Schwabstedt og Vogtei Rödemis)

Amtet blev etableret i 1639 ved en udskillelse fra Gottorp Amt af Sønder Gøs Herred, der blev sammenlagt med Hatsted Birk og dele af Lundebjerg Herred . Amtmanden i Husum var (fra 1799) tillige amtmand over Bredsted Amt og overstaller i landskabet Ejdersted samt overøvrighed (kongelig kommissær) i landskaberne Nordstrand og Pelvorm. Købstaden Husum stod indtil 1850 uden for amtets myndighedsområde. Amtets to herreder svarede stort set til middelalderens Sønder Gøs Herred.
Ved folketællingen i 1860 var der 16.500 indbyggere i amtet, deraf 4.816 i købstaden Husum.

## Amtmænd
Denne liste er ufuldstændig; hjælp gerne med at udfylde den.
- 1683- : Friedrich Reventlow
- 1721-1735: Niels Gersdorff
- 1735- : Adam Levin von Witzleben
- 1752- : Hans Ahlefeldt
- 1800-1826: Hans Christoph Diederich Victor von Levetzow
- 1826-1848: Godske von Krogh
- 1850-1864: C.G.W. Johannsen
- 1864-1865: Adolph Theodor Thomsen-Oldenswort (ikke kgl. udnævnt)[5]
- 1865-1865: Ludwig Christian Detlev Friederich Reventlow (ikke kgl. udnævnt)